# Canadees voetbalelftal (mannen)

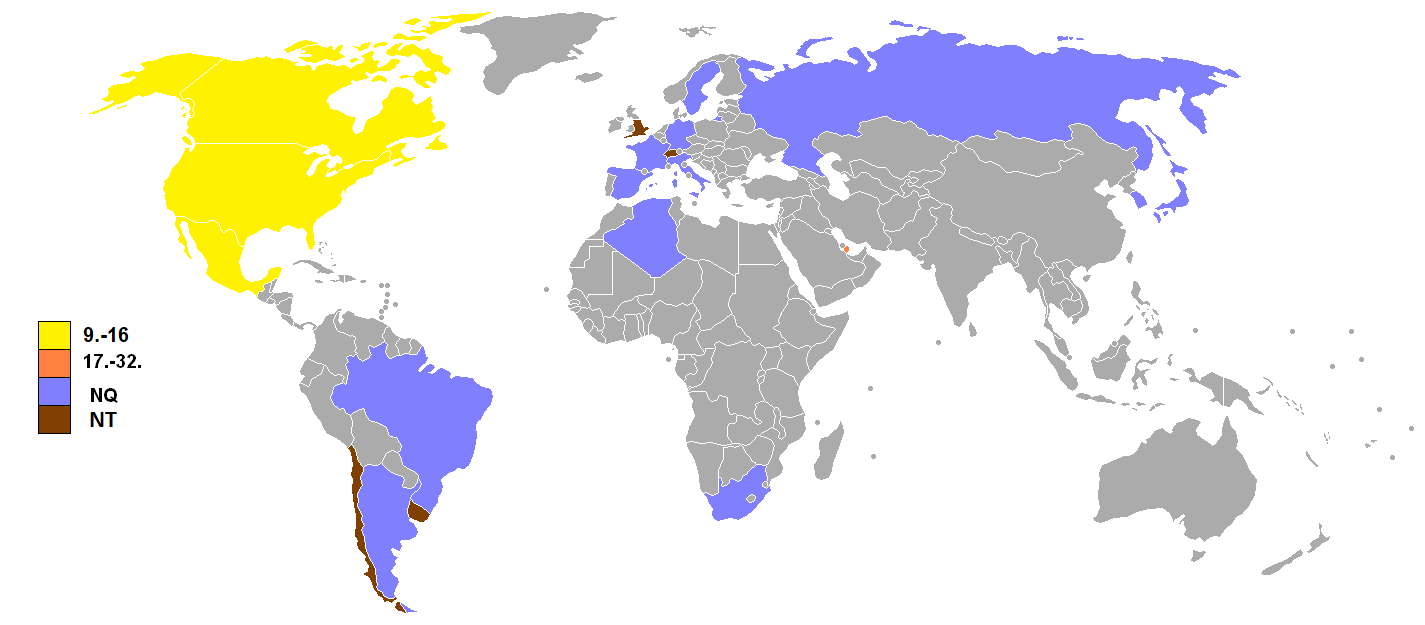
Resultaten op het WK

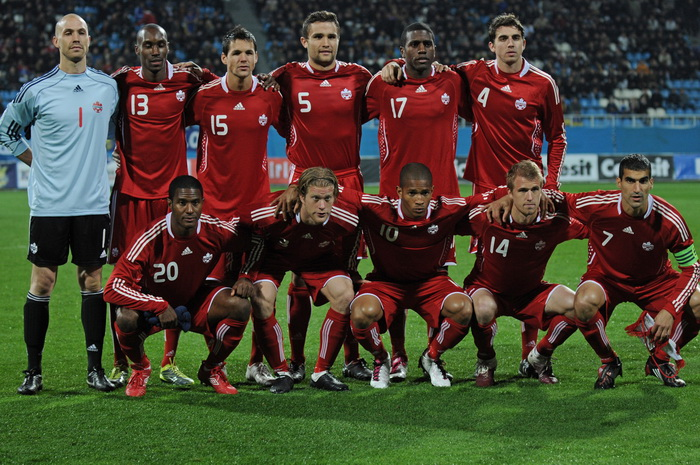
Elftal in 2011

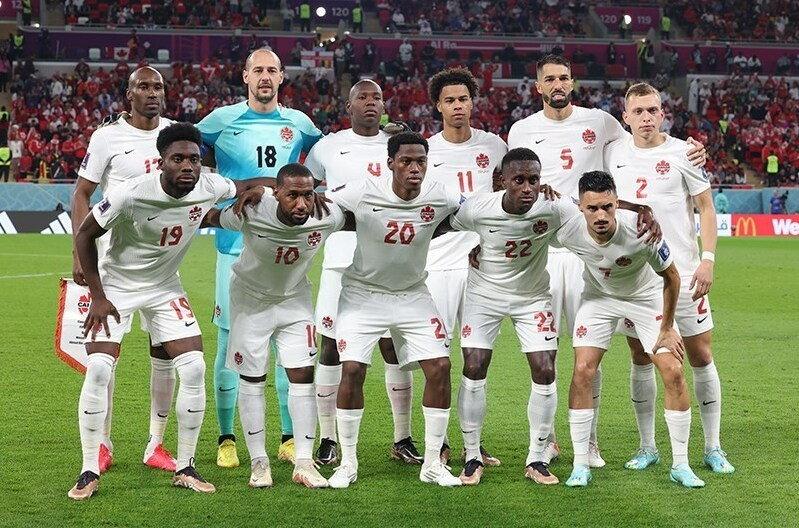
Canada op het WK 2022 in Qatar

Het Canadees voetbalelftal is een team van voetballers dat Canada vertegenwoordigt in internationale wedstrijden en competities, zoals het WK en de CONCACAF Gold Cup.
De Canadian Soccer Association werd in 1912 opgericht en is aangesloten bij de NAFU, de CONCACAF en de FIFA (sinds 1913). Het Canadees voetbalelftal behaalde in december 1996 met de 40e plaats de hoogste positie op de FIFA-wereldranglijst, in juli 2014 werd met de 118e plaats de laagste positie bereikt.

## Resultaten op internationale toernooien

### Wereldkampioenschap
Canada nam in 1957 voor het eerst deel aan de kwalificatiewedstrijden voor het WK en wist zich alleen
voor het WK van 1986 te kwalificeren. Canada was hier ingedeeld in groep C, met Frankrijk, Hongarije en de Sovjet-Unie. Canada verloor met 1-0 van Frankrijk, en met 2-0 van Hongarije en de Sovjet-Unie. Omdat ze in 2000 de CONCACAF Gold wonnen mochten ze in 2001 ook meedoen aan de Confederations Cup. 
Na de WK-deelname van 1986 wist Canada zich acht wereldkampioenschappen daarna niet te kwalificeren. Dat lukte pas weer voor het WK van 2022 in Qatar. Daarin werd het al na twee wedstrijden in de groepsfase uitgeschakeld. Alphonso Davies maakte in het tweede groepsduel met Kroatië wel het eerste WK-doelpunt voor Canada te scoren. Voor het WK 2026 heeft Canada zich automatisch gekwalificeerd als gastland, wat ze samen organiseren met de Verenigde Staten en Mexico.
| Wereldkampioenschap voetbal overzicht | Wereldkampioenschap voetbal overzicht | Wereldkampioenschap voetbal overzicht | Wereldkampioenschap voetbal overzicht | Wereldkampioenschap voetbal overzicht | Wereldkampioenschap voetbal overzicht | Wereldkampioenschap voetbal overzicht | Wereldkampioenschap voetbal overzicht | Wereldkampioenschap voetbal overzicht |
| Jaar                                  | Ronde                                 | Wed.                                  | W                                     | G                                     | V                                     | DV                                    | DT                                    | Kwal                                  |
| ------------------------------------- | ------------------------------------- | ------------------------------------- | ------------------------------------- | ------------------------------------- | ------------------------------------- | ------------------------------------- | ------------------------------------- | ------------------------------------- |
| 1958                                  | Niet gekwalificeerd                   | Niet gekwalificeerd                   | Niet gekwalificeerd                   | Niet gekwalificeerd                   | Niet gekwalificeerd                   | Niet gekwalificeerd                   | Niet gekwalificeerd                   | Niet gekwalificeerd                   |
| 1962                                  | Teruggetrokken                        | Teruggetrokken                        | Teruggetrokken                        | Teruggetrokken                        | Teruggetrokken                        | Teruggetrokken                        | Teruggetrokken                        | Teruggetrokken                        |
| 1966                                  | Geen deelname                         | Geen deelname                         | Geen deelname                         | Geen deelname                         | Geen deelname                         | Geen deelname                         | Geen deelname                         | Geen deelname                         |
| 1970                                  | Niet gekwalificeerd                   | Niet gekwalificeerd                   | Niet gekwalificeerd                   | Niet gekwalificeerd                   | Niet gekwalificeerd                   | Niet gekwalificeerd                   | Niet gekwalificeerd                   | Niet gekwalificeerd                   |
| 1974                                  | Niet gekwalificeerd                   | Niet gekwalificeerd                   | Niet gekwalificeerd                   | Niet gekwalificeerd                   | Niet gekwalificeerd                   | Niet gekwalificeerd                   | Niet gekwalificeerd                   | Niet gekwalificeerd                   |
| 1978                                  | Niet gekwalificeerd                   | Niet gekwalificeerd                   | Niet gekwalificeerd                   | Niet gekwalificeerd                   | Niet gekwalificeerd                   | Niet gekwalificeerd                   | Niet gekwalificeerd                   | Niet gekwalificeerd                   |
| 1982                                  | Niet gekwalificeerd                   | Niet gekwalificeerd                   | Niet gekwalificeerd                   | Niet gekwalificeerd                   | Niet gekwalificeerd                   | Niet gekwalificeerd                   | Niet gekwalificeerd                   | Niet gekwalificeerd                   |
| 1986                                  | Groepsfase                            | 3                                     | 0                                     | 0                                     | 3                                     | 0                                     | 5                                     | (Kwal.)                               |
| 1990                                  | Niet gekwalificeerd                   | Niet gekwalificeerd                   | Niet gekwalificeerd                   | Niet gekwalificeerd                   | Niet gekwalificeerd                   | Niet gekwalificeerd                   | Niet gekwalificeerd                   | Niet gekwalificeerd                   |
| 1994                                  | Niet gekwalificeerd                   | Niet gekwalificeerd                   | Niet gekwalificeerd                   | Niet gekwalificeerd                   | Niet gekwalificeerd                   | Niet gekwalificeerd                   | Niet gekwalificeerd                   | Niet gekwalificeerd                   |
| 1998                                  | Niet gekwalificeerd                   | Niet gekwalificeerd                   | Niet gekwalificeerd                   | Niet gekwalificeerd                   | Niet gekwalificeerd                   | Niet gekwalificeerd                   | Niet gekwalificeerd                   | Niet gekwalificeerd                   |
| 2002                                  | Niet gekwalificeerd                   | Niet gekwalificeerd                   | Niet gekwalificeerd                   | Niet gekwalificeerd                   | Niet gekwalificeerd                   | Niet gekwalificeerd                   | Niet gekwalificeerd                   | Niet gekwalificeerd                   |
| 2006                                  | Niet gekwalificeerd                   | Niet gekwalificeerd                   | Niet gekwalificeerd                   | Niet gekwalificeerd                   | Niet gekwalificeerd                   | Niet gekwalificeerd                   | Niet gekwalificeerd                   | Niet gekwalificeerd                   |
| 2010                                  | Niet gekwalificeerd                   | Niet gekwalificeerd                   | Niet gekwalificeerd                   | Niet gekwalificeerd                   | Niet gekwalificeerd                   | Niet gekwalificeerd                   | Niet gekwalificeerd                   | Niet gekwalificeerd                   |
| 2014                                  | Niet gekwalificeerd                   | Niet gekwalificeerd                   | Niet gekwalificeerd                   | Niet gekwalificeerd                   | Niet gekwalificeerd                   | Niet gekwalificeerd                   | Niet gekwalificeerd                   | Niet gekwalificeerd                   |
| 2018                                  | Niet gekwalificeerd                   | Niet gekwalificeerd                   | Niet gekwalificeerd                   | Niet gekwalificeerd                   | Niet gekwalificeerd                   | Niet gekwalificeerd                   | Niet gekwalificeerd                   | Niet gekwalificeerd                   |
| 2022                                  | Groepsfase                            | 3                                     | 0                                     | 0                                     | 3                                     | 2                                     | 7                                     | (Kwal.)                               |
| 2026                                  | Gekwalificeerd als gastland           | Gekwalificeerd als gastland           | Gekwalificeerd als gastland           | Gekwalificeerd als gastland           | Gekwalificeerd als gastland           | Gekwalificeerd als gastland           | Gekwalificeerd als gastland           |                                       |

### Confederations Cup
| Confederations Cup overzicht | Confederations Cup overzicht | Confederations Cup overzicht | Confederations Cup overzicht | Confederations Cup overzicht | Confederations Cup overzicht | Confederations Cup overzicht | Confederations Cup overzicht | Confederations Cup overzicht |
| Jaar                         | Ronde                        | Wed.                         | W                            | G                            | V                            | DV                           | DT                           |                              |
| ---------------------------- | ---------------------------- | ---------------------------- | ---------------------------- | ---------------------------- | ---------------------------- | ---------------------------- | ---------------------------- | ---------------------------- |
| 1992–1999                    | Geen deelname                | Geen deelname                | Geen deelname                | Geen deelname                | Geen deelname                | Geen deelname                | Geen deelname                |                              |
| 2001                         | Groepsfase                   | 3                            | 0                            | 1                            | 2                            | 0                            | 5                            |                              |
| 2003–2017                    | Geen deelname                | Geen deelname                | Geen deelname                | Geen deelname                | Geen deelname                | Geen deelname                | Geen deelname                |                              |

### CONCACAF Gold Cup
In 1973 doet Canada voor het eerst mee aan CONCACAF-kampioenschap, een voorloper van de Gold Cup. Het toernooi werd gewonnen in 1985. De Gold Cup werd gewonnen in 2000. Op 27 februari werd in de finale in Los Angeles Colombia verslagen met 2–0.
| CONCACAF-kampioenschap overzicht | CONCACAF-kampioenschap overzicht | CONCACAF-kampioenschap overzicht | CONCACAF-kampioenschap overzicht | CONCACAF-kampioenschap overzicht | CONCACAF-kampioenschap overzicht | CONCACAF-kampioenschap overzicht | CONCACAF-kampioenschap overzicht | CONCACAF-kampioenschap overzicht |
| Jaar                             | Ronde                            | Wed.                             | W                                | G                                | V                                | DV                               | DT                               | Kwal                             |
| -------------------------------- | -------------------------------- | -------------------------------- | -------------------------------- | -------------------------------- | -------------------------------- | -------------------------------- | -------------------------------- | -------------------------------- |
| 1973                             | Niet gekwalificeerd              | Niet gekwalificeerd              | Niet gekwalificeerd              | Niet gekwalificeerd              | Niet gekwalificeerd              | Niet gekwalificeerd              | Niet gekwalificeerd              | Niet gekwalificeerd              |
| 1977                             | Vierde                           | 5                                | 2                                | 1                                | 2                                | 7                                | 8                                | (Kwal.)                          |
| 1981                             | Vierde                           | 5                                | 1                                | 3                                | 1                                | 6                                | 6                                | (Kwal.)                          |
| 1985                             | Kampioen                         | 4                                | 2                                | 2                                | 0                                | 4                                | 2                                | (Kwal.)                          |
| 1989                             | Niet gekwalificeerd              | Niet gekwalificeerd              | Niet gekwalificeerd              | Niet gekwalificeerd              | Niet gekwalificeerd              | Niet gekwalificeerd              | Niet gekwalificeerd              | Niet gekwalificeerd              |
| CONCACAF Gold Cup overzicht      |                                  |                                  |                                  |                                  |                                  |                                  |                                  |                                  |
| Jaar                             | Ronde                            | Wed.                             | W                                | G                                | V                                | DV                               | DT                               | Kwal                             |
| 1991                             | Groepsfase                       | 3                                | 1                                | 0                                | 2                                | 6                                | 9                                |                                  |
| 1993                             | Groepsfase                       | 3                                | 0                                | 2                                | 1                                | 3                                | 11                               |                                  |
| 1996                             | Groepsfase                       | 2                                | 1                                | 0                                | 1                                | 4                                | 5                                |                                  |
| 1998                             | Geen deelname                    | Geen deelname                    | Geen deelname                    | Geen deelname                    | Geen deelname                    | Geen deelname                    | Geen deelname                    | Geen deelname                    |
| 2000                             | Kampioen                         | 5                                | 3                                | 2                                | 0                                | 7                                | 3                                | (Kwal.)                          |
| 2002                             | Derde                            | 5                                | 2                                | 2                                | 1                                | 5                                | 4                                |                                  |
| 2003                             | Groepsfase                       | 2                                | 1                                | 0                                | 1                                | 1                                | 2                                |                                  |
| 2005                             | Groepsfase                       | 3                                | 1                                | 0                                | 2                                | 2                                | 4                                |                                  |
| 2007                             | Halve finale                     | 5                                | 3                                | 0                                | 2                                | 9                                | 5                                |                                  |
| 2009                             | Kwartfinale                      | 4                                | 2                                | 1                                | 1                                | 4                                | 3                                |                                  |
| 2011                             | Groepsfase                       | 3                                | 1                                | 1                                | 1                                | 2                                | 3                                |                                  |
| 2013                             | Groepsfase                       | 3                                | 0                                | 1                                | 2                                | 0                                | 3                                |                                  |
| 2015                             | Groepsfase                       | 3                                | 0                                | 2                                | 1                                | 0                                | 1                                |                                  |
| 2017                             | Kwartfinale                      | 4                                | 1                                | 2                                | 1                                | 6                                | 5                                |                                  |
| 2019                             | Kwartfinale                      | 4                                | 2                                | 0                                | 2                                | 14                               | 6                                | (Kwal.)                          |
| 2021                             | Halve finale                     | 5                                | 3                                | 0                                | 2                                | 11                               | 5                                | (Kwal.)                          |
| 2023                             | Kwartfinale                      | 4                                | 1                                | 3                                | 0                                | 8                                | 6                                | (Kwal.)                          |
| 2025                             | Kwartfinale                      | 4                                | 2                                | 2                                | 0                                | 10                               | 2                                | (Kwal.)                          |

### CONCACAF Nations League
| CONCACAF Nations League | CONCACAF Nations League | CONCACAF Nations League | CONCACAF Nations League | CONCACAF Nations League | CONCACAF Nations League | CONCACAF Nations League | CONCACAF Nations League | CONCACAF Nations League | CONCACAF Nations League | CONCACAF Nations League | CONCACAF Nations League | CONCACAF Nations League | CONCACAF Nations League | CONCACAF Nations League | CONCACAF Nations League | CONCACAF Nations League | CONCACAF Nations League |
| Groepsfase              | Groepsfase              | Groepsfase              | Groepsfase              | Groepsfase              | Groepsfase              | Groepsfase              | Groepsfase              | Groepsfase              |                         | Finaleronde             | Finaleronde             | Finaleronde             | Finaleronde             | Finaleronde             | Finaleronde             | Finaleronde             | Finaleronde             |
| Jaar                    | Div.                    | Wed.                    | W                       | G                       | V                       | DV                      | DT                      | Res.                    | Jaar                    | Wed.                    | W                       | G                       | V                       | DV                      | DT                      | Res.                    |                         |
| ----------------------- | ----------------------- | ----------------------- | ----------------------- | ----------------------- | ----------------------- | ----------------------- | ----------------------- | ----------------------- | ----------------------- | ----------------------- | ----------------------- | ----------------------- | ----------------------- | ----------------------- | ----------------------- | ----------------------- | ----------------------- |
| 2019–20                 | A                       | 4                       | 3                       | 0                       | 1                       | 10                      | 4                       | A                       | 2020                    | Niet gekwalificeerd     | Niet gekwalificeerd     | Niet gekwalificeerd     | Niet gekwalificeerd     | Niet gekwalificeerd     | Niet gekwalificeerd     | Niet gekwalificeerd     | Niet gekwalificeerd     |
| 2022–23                 | A                       | 4                       | 3                       | 0                       | 1                       | 11                      | 3                       | A                       | 2023                    | 2                       | 1                       | 0                       | 1                       | 2                       | 2                       | 2e                      |                         |
| 2023–24                 | bye                     | bye                     | bye                     | bye                     | bye                     | bye                     | bye                     | A                       | 2024                    | 2                       | 1                       | 0                       | 1                       | 4                       | 4                       | ¼                       |                         |
| 2024–25                 | bye                     | bye                     | bye                     | bye                     | bye                     | bye                     | bye                     | A                       | 2025                    | 4                       | 3                       | 0                       | 1                       | 6                       | 3                       | 3e                      |                         |

### NAFC-kampioenschap
NAFC-kampioenschap was een voetbaltoernooi voor landenteams dat werd georganiseerd door de in 1946 opgerichte North American Football Confederation (NAFC). Het toernooi werd 4 keer gehouden. Canada won de editie van 1990.
| NAFC-kampioenschap overzicht | NAFC-kampioenschap overzicht | NAFC-kampioenschap overzicht | NAFC-kampioenschap overzicht | NAFC-kampioenschap overzicht | NAFC-kampioenschap overzicht | NAFC-kampioenschap overzicht | NAFC-kampioenschap overzicht | NAFC-kampioenschap overzicht |
| Jaar                         | Ronde                        | Wed.                         | W                            | G                            | V                            | DV                           | DT                           |                              |
| ---------------------------- | ---------------------------- | ---------------------------- | ---------------------------- | ---------------------------- | ---------------------------- | ---------------------------- | ---------------------------- | ---------------------------- |
| 1947                         | Geen deelname                | Geen deelname                | Geen deelname                | Geen deelname                | Geen deelname                | Geen deelname                | Geen deelname                |                              |
| 1949                         | Geen deelname                | Geen deelname                | Geen deelname                | Geen deelname                | Geen deelname                | Geen deelname                | Geen deelname                |                              |
| 1990                         | Kampioen                     | 2                            | 2                            | 0                            | 0                            | 3                            | 1                            |                              |
| 1991                         | Derde                        | 2                            | 0                            | 0                            | 2                            | 0                            | 5                            |                              |

## FIFA-wereldranglijst[1]
| 1993 | 1994 | 1995 | 1996 | 1997 | 1998 | 1999 | 2000 | 2001 | 2002 | 2003 | 2004 | 2005 | 2006 | 2007 | 2008 | 2009 | 2010 | 2011 | 2012 | 2013 | 2014 | 2015 | 2016 | 2017 | 2018 |
| ---- | ---- | ---- | ---- | ---- | ---- | ---- | ---- | ---- | ---- | ---- | ---- | ---- | ---- | ---- | ---- | ---- | ---- | ---- | ---- | ---- | ---- | ---- | ---- | ---- | ---- |
| 44   | 63   | 65   | 40   | 66   | 101  | 81   | 63   | 92   | 70   | 87   | 90   | 84   | 82   | 55   | 90   | 56   | 84   | 72   | 64   | 112  | 112  | 88   | 117  | 94   | 78   |

## Huidige selectie
De volgende spelers werden opgenomen in de selectie voor de CONCACAF Nations League 2024/25-finales in maart 2025.
Interlands en doelpunten bijgewerkt tot en met de wedstrijd tegen  Verenigde Staten op 23 maart 2025.
| №           | Naam               | Wed. | Dlpnt. | Club                   |
| ----------- | ------------------ | ---- | ------ | ---------------------- |
| Doel        |                    |      |        |                        |
| 1           | Dayne St. Clair    | 11   | 0      | Minnesota United       |
| 16          | Maxime Crépeau     | 24   | 0      | Portland Timbers       |
| 18          | Tom McGill         | 0    | 0      | Brighton & Hove Albion |
| Verdediging |                    |      |        |                        |
| 2           | Alistair Johnston  | 53   | 1      | Celtic                 |
| 3           | Zorhan Bassong     | 2    | 0      | Sporting Kansas City   |
| 4           | Jamie Knight-Lebel | 1    | 0      | Crewe Alexandra        |
| 5           | Joel Waterman      | 6    | 0      | CF Montréal            |
| 13          | Derek Cornelius    | 31   | 0      | Olympique Marseille    |
| 15          | Moïse Bombito      | 19   | 0      | OGC Nice               |
| 19          | Alphonso Davies    | 58   | 15     | Bayern München         |
| Middenveld  |                    |      |        |                        |
| 6           | Mathieu Choinière  | 12   | 0      | Grasshopper            |
| 7           | Stephen Eustáquio  | 49   | 4      | FC Porto               |
| 8           | Ismaël Koné        | 28   | 3      | Stade Rennes           |
| 14          | Jacob Shaffelburg  | 22   | 6      | Nashville              |
| 20          | Ali Ahmed          | 14   | 0      | Vancouver Whitecaps    |
| 21          | Jonathan Osorio    | 84   | 9      | Toronto                |
| 23          | Niko Sigur         | 3    | 0      | Hajduk Split           |
| Aanval      |                    |      |        |                        |
| 9           | Cyle Larin         | 80   | 30     | RCD Mallorca           |
| 10          | Jonathan David     | 61   | 32     | Lille                  |
| 11          | Daniel Jebbison    | 1    | 0      | AFC Bournemouth        |
| 12          | Tani Oluwaseyi     | 11   | 1      | Minnesota United       |
| 17          | Tajon Buchanan     | 45   | 4      | Villarreal             |
| 22          | Promise David      | 0    | 0      | Club Brugge            |

## Individuele records
Dikgedrukte spelers zijn nog altijd actief voor het nationale team. 

### Meeste wedstrijden

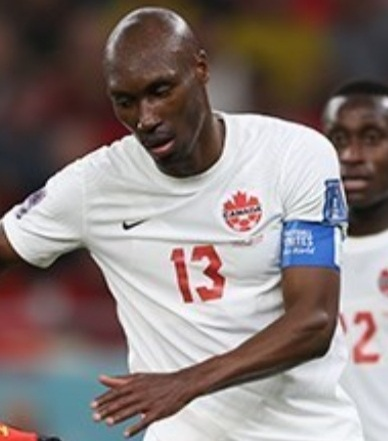
Atiba Hutchinson is Canada's recordinternational met 105 interlands.

| Rank | Speler            | Caps | Goals | Carrière     |
| ---- | ----------------- | ---- | ----- | ------------ |
| 1    | Atiba Hutchinson  | 105  | 9     | 2003–2023    |
| 2    | Julián de Guzmán  | 89   | 4     | 2002–2016    |
| 3    | Jonathan Osorio   | 84   | 9     | 2013–present |
| 3    | Paul Stalteri     | 84   | 7     | 1997–2010    |
| 5    | Randy Samuel      | 82   | 0     | 1983–1997    |
| 6    | Dwayne De Rosario | 81   | 22    | 1998–2015    |
| 7    | Milan Borjan      | 80   | 0     | 2011–present |
| 7    | Cyle Larin        | 80   | 30    | 2014–present |
| 9    | Mark Watson       | 78   | 3     | 1991–2004    |
| 10   | Samuel Piette     | 69   | 0     | 2012–present |

### Top goalscorers

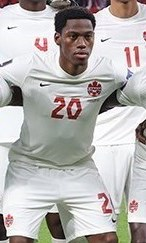
Jonathan David is Canada's all-time top scorer met 32 goals.

| Rank | Speler            | Goals | Caps | Ratio | Carrière     |
| ---- | ----------------- | ----- | ---- | ----- | ------------ |
| 1    | Jonathan David    | 32    | 61   | 0.52  | 2018–present |
| 2    | Cyle Larin        | 30    | 80   | 0.38  | 2014–present |
| 3    | Dwayne De Rosario | 22    | 81   | 0.27  | 1998–2015    |
| 4    | Lucas Cavallini   | 19    | 40   | 0.48  | 2012–present |
| 4    | John Catliff      | 19    | 43   | 0.44  | 1984–1994    |
| 4    | Dale Mitchell     | 19    | 55   | 0.35  | 1980–1993    |
| 7    | Tosaint Ricketts  | 17    | 61   | 0.28  | 2011–2020    |
| 7    | Junior Hoilett    | 17    | 65   | 0.26  | 2015–present |
| 9    | Alex Bunbury      | 16    | 66   | 0.25  | 1986–1997    |
| 10   | Ali Gerba         | 15    | 30   | 0.5   | 2005–2011    |
| 10   | Alphonso Davies   | 15    | 58   | 0.26  | 2017–present |

## Bondscoaches

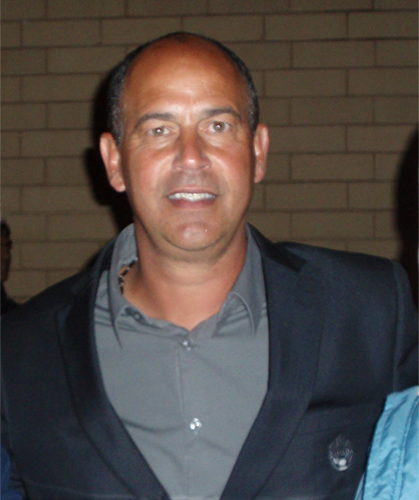
Stephen Hart (trainer 2009–2012)

- Cijfers bijgewerkt tot en met oefenduel tegen  Bermuda (2-4) op 22 januari 2017.

| Naam                      | Van  | Tot  | Interlands |
| ------------------------- | ---- | ---- | ---------- |
| Don Petrie                | 1957 | 1957 |            |
| Peter Dinsdale            | 1968 | 1970 |            |
| Frank Pike                | 1970 | 1973 |            |
| Eckhard Krautzun          | 1973 | 1977 |            |
| Barrie Clarke             | 1979 | 1981 |            |
| Tony Waiters              | 1981 | 1985 |            |
| Bruce Wilson (interim)    | 1985 | 1985 |            |
| Tony Waiters              | 1985 | 1986 |            |
| Bob Bearpark              | 1986 | 1987 |            |
| Tony Taylor               | 1988 | 1989 |            |
| Bob Lenarduzzi            | 1989 | 1990 |            |
| Tony Waiters              | 1990 | 1991 |            |
| Bob Lenarduzzi            | 1992 | 1997 |            |
| Bruce Twamley (interim)   | 1998 | 1998 | 1          |
| Holger Osieck             | 1999 | 2003 | 41         |
| Colin Miller (interim)    | 2003 | 2003 |            |
| Frank Yallop              | 2004 | 2006 |            |
| Stephen Hart (interim)    | 2006 | 2007 |            |
| Dale Mitchell             | 2007 | 2009 | 20         |
| Stephen Hart (interim)    | 2009 | 2009 | 8          |
| Stephen Hart              | 2009 | 2012 |            |
| Colin Miller (interim)    | 2013 | 2013 |            |
| Benito Floro              | 2013 | 2016 | 31         |
| Michael Findley (interim) | 2016 |      | 4          |
| Octavio Zambrano          | 2017 | 2018 |            |
| John Herdman              | 2018 |      |            |

## Selecties

### CONCACAF Gold Cup
| Selectie van Canada bij de CONCACAF Gold Cup 1991 | Selectie van Canada bij de CONCACAF Gold Cup 1991 | Selectie van Canada bij de CONCACAF Gold Cup 1991 | Selectie van Canada bij de CONCACAF Gold Cup 1991 | Selectie van Canada bij de CONCACAF Gold Cup 1991 | Selectie van Canada bij de CONCACAF Gold Cup 1991 | Selectie van Canada bij de CONCACAF Gold Cup 1991 | Selectie van Canada bij de CONCACAF Gold Cup 1991 | Selectie van Canada bij de CONCACAF Gold Cup 1991 |
| №                                                 | Naam                                              | Wed.                                              | Dlpnt.                                            | Club                                              |                                                   |                                                   |                                                   |                                                   |
| ------------------------------------------------- | ------------------------------------------------- | ------------------------------------------------- | ------------------------------------------------- | ------------------------------------------------- | ------------------------------------------------- | ------------------------------------------------- | ------------------------------------------------- | ------------------------------------------------- |
| Doel                                              |                                                   |                                                   |                                                   |                                                   |                                                   |                                                   |                                                   |                                                   |
| 1                                                 | Craig Forrest                                     |                                                   |                                                   | Ipswich Town                                      |                                                   |                                                   |                                                   |                                                   |
| 18                                                | Carlo Marini                                      |                                                   |                                                   |                                                   |                                                   |                                                   |                                                   |                                                   |
| 20                                                | Paul Dolan                                        |                                                   |                                                   | Vancouver 86ers                                   |                                                   |                                                   |                                                   |                                                   |
| Verdediging                                       |                                                   |                                                   |                                                   |                                                   |                                                   |                                                   |                                                   |                                                   |
| 2                                                 | Frank Yallop                                      |                                                   |                                                   | Ipswich Town                                      |                                                   |                                                   |                                                   |                                                   |
| 3                                                 | Colin Miller                                      |                                                   |                                                   | Hamilton Academical                               |                                                   |                                                   |                                                   |                                                   |
| 5                                                 | Randy Samuel                                      |                                                   |                                                   | Fortuna Sittard                                   |                                                   |                                                   |                                                   |                                                   |
| 6                                                 | Ian Bridge                                        |                                                   |                                                   | North York Rockets                                |                                                   |                                                   |                                                   |                                                   |
| 14                                                | Mark Watson                                       |                                                   |                                                   | Hamilton Steelers                                 |                                                   |                                                   |                                                   |                                                   |
| 15                                                | Patrick Diotte                                    |                                                   |                                                   | Montreal Supra                                    |                                                   |                                                   |                                                   |                                                   |
| 17                                                | Carl Fletcher                                     |                                                   |                                                   | Toronto Blizzard                                  |                                                   |                                                   |                                                   |                                                   |
| Middenveld                                        |                                                   |                                                   |                                                   |                                                   |                                                   |                                                   |                                                   |                                                   |
| 4                                                 | John Limniatis                                    |                                                   |                                                   | Aris                                              |                                                   |                                                   |                                                   |                                                   |
| 7                                                 | Carl Valentine                                    |                                                   |                                                   | Kansas City Comets                                |                                                   |                                                   |                                                   |                                                   |
| 8                                                 | Jamie Lowery                                      |                                                   |                                                   | Vancouver 86ers                                   |                                                   |                                                   |                                                   |                                                   |
| 11                                                | Joseph Majcher                                    |                                                   |                                                   |                                                   |                                                   |                                                   |                                                   |                                                   |
| 13                                                | Scott Munson                                      |                                                   |                                                   | Vancouver 86ers                                   |                                                   |                                                   |                                                   |                                                   |
| 16                                                | Peter Gilfillan                                   |                                                   |                                                   |                                                   |                                                   |                                                   |                                                   |                                                   |
| Aanval                                            |                                                   |                                                   |                                                   |                                                   |                                                   |                                                   |                                                   |                                                   |
| 9                                                 | Dale Mitchell                                     |                                                   |                                                   | Baltimore Blast                                   |                                                   |                                                   |                                                   |                                                   |
| 10                                                | John Catliff                                      |                                                   |                                                   | Vancouver 86ers                                   |                                                   |                                                   |                                                   |                                                   |
| 12                                                | Nick Gilbert                                      |                                                   |                                                   | Vancouver 86ers                                   |                                                   |                                                   |                                                   |                                                   |
| Bondscoach: Tony Waiters                          |                                                   |                                                   |                                                   |                                                   |                                                   |                                                   |                                                   |                                                   |

| Selectie van Canada bij de CONCACAF Gold Cup 2000 | Selectie van Canada bij de CONCACAF Gold Cup 2000 | Selectie van Canada bij de CONCACAF Gold Cup 2000 | Selectie van Canada bij de CONCACAF Gold Cup 2000 | Selectie van Canada bij de CONCACAF Gold Cup 2000 | Selectie van Canada bij de CONCACAF Gold Cup 2000 | Selectie van Canada bij de CONCACAF Gold Cup 2000 | Selectie van Canada bij de CONCACAF Gold Cup 2000 | Selectie van Canada bij de CONCACAF Gold Cup 2000 |
| №                                                 | Naam                                              | Wed.                                              | Dlpnt.                                            | Club                                              |                                                   |                                                   |                                                   |                                                   |
| ------------------------------------------------- | ------------------------------------------------- | ------------------------------------------------- | ------------------------------------------------- | ------------------------------------------------- | ------------------------------------------------- | ------------------------------------------------- | ------------------------------------------------- | ------------------------------------------------- |
| Doel                                              |                                                   |                                                   |                                                   |                                                   |                                                   |                                                   |                                                   |                                                   |
| 1                                                 | Craig Forrest                                     |                                                   |                                                   | West Ham United                                   |                                                   |                                                   |                                                   |                                                   |
| 22                                                | Pat Onstad                                        |                                                   |                                                   | Dundee United                                     |                                                   |                                                   |                                                   |                                                   |
| Verdediging                                       |                                                   |                                                   |                                                   |                                                   |                                                   |                                                   |                                                   |                                                   |
| 2                                                 | Paul Fenwick                                      |                                                   |                                                   | Greenock Morton                                   |                                                   |                                                   |                                                   |                                                   |
| 4                                                 | Tony Menezes                                      |                                                   |                                                   | Botafogo                                          |                                                   |                                                   |                                                   |                                                   |
| 5                                                 | Jason de Vos                                      |                                                   |                                                   | Dundee United                                     |                                                   |                                                   |                                                   |                                                   |
| 12                                                | Jeff Clarke                                       |                                                   |                                                   | Baltimore Blast                                   |                                                   |                                                   |                                                   |                                                   |
| 13                                                | Mark Watson                                       |                                                   |                                                   | Oxford United                                     |                                                   |                                                   |                                                   |                                                   |
| 25                                                | Robbie Aristodemo                                 |                                                   |                                                   | Tulsa Golden Hurricane                            |                                                   |                                                   |                                                   |                                                   |
| Middenveld                                        |                                                   |                                                   |                                                   |                                                   |                                                   |                                                   |                                                   |                                                   |
| 10                                                | Davide Xausa                                      |                                                   |                                                   | Inverness CT                                      |                                                   |                                                   |                                                   |                                                   |
| 11                                                | Jim Brennan                                       |                                                   |                                                   | Nottingham Forest                                 |                                                   |                                                   |                                                   |                                                   |
| 15                                                | Richard Hastings                                  |                                                   |                                                   | Inverness CT                                      |                                                   |                                                   |                                                   |                                                   |
| 21                                                | Martin Nash                                       |                                                   |                                                   | Chester City                                      |                                                   |                                                   |                                                   |                                                   |
| Aanval                                            |                                                   |                                                   |                                                   |                                                   |                                                   |                                                   |                                                   |                                                   |
| 7                                                 | Paul Stalteri                                     |                                                   |                                                   | Werder Bremen                                     |                                                   |                                                   |                                                   |                                                   |
| 9                                                 | Carlo Corazzin                                    |                                                   |                                                   | Northampton Town                                  |                                                   |                                                   |                                                   |                                                   |
| 16                                                | Garret Kusch                                      |                                                   |                                                   | KV Mechelen                                       |                                                   |                                                   |                                                   |                                                   |
| 17                                                | Paul Peschisolido                                 |                                                   |                                                   | Fulham                                            |                                                   |                                                   |                                                   |                                                   |
| 18                                                | Elvis Thomas                                      |                                                   |                                                   | Toronto Olympians                                 |                                                   |                                                   |                                                   |                                                   |
| 26                                                | Dwayne De Rosario                                 |                                                   |                                                   | Richmond Kickers                                  |                                                   |                                                   |                                                   |                                                   |
| Bondscoach: Holger Osieck                         |                                                   |                                                   |                                                   |                                                   |                                                   |                                                   |                                                   |                                                   |

| Selectie van Canada bij de CONCACAF Gold Cup 2015 | Selectie van Canada bij de CONCACAF Gold Cup 2015 | Selectie van Canada bij de CONCACAF Gold Cup 2015 | Selectie van Canada bij de CONCACAF Gold Cup 2015 | Selectie van Canada bij de CONCACAF Gold Cup 2015 | Selectie van Canada bij de CONCACAF Gold Cup 2015 | Selectie van Canada bij de CONCACAF Gold Cup 2015 | Selectie van Canada bij de CONCACAF Gold Cup 2015 | Selectie van Canada bij de CONCACAF Gold Cup 2015 |
| №                                                 | Naam                                              | Wed.                                              | Dlpnt.                                            | Club                                              |                                                   |                                                   |                                                   |                                                   |
| ------------------------------------------------- | ------------------------------------------------- | ------------------------------------------------- | ------------------------------------------------- | ------------------------------------------------- | ------------------------------------------------- | ------------------------------------------------- | ------------------------------------------------- | ------------------------------------------------- |
| Doel                                              |                                                   |                                                   |                                                   |                                                   |                                                   |                                                   |                                                   |                                                   |
| 1                                                 | Lars Hirschfeld                                   | 48                                                | 0                                                 | Vålerenga IF                                      |                                                   |                                                   |                                                   |                                                   |
| 18                                                | Quillan Roberts                                   | 1                                                 | 0                                                 | Toronto FC                                        |                                                   |                                                   |                                                   |                                                   |
| 22                                                | Kenny Stamatopoulos                               | 17                                                | 0                                                 | AIK Fotboll                                       |                                                   |                                                   |                                                   |                                                   |
| Verdediging                                       |                                                   |                                                   |                                                   |                                                   |                                                   |                                                   |                                                   |                                                   |
| 2                                                 | Nikolas Ledgerwood                                | 43                                                | 0                                                 | Energie Cottbus                                   |                                                   |                                                   |                                                   |                                                   |
| 3                                                 | Ashtone Morgan                                    | 13                                                | 0                                                 | Toronto FC                                        |                                                   |                                                   |                                                   |                                                   |
| 4                                                 | André Hainault                                    | 43                                                | 2                                                 | Clubloos                                          |                                                   |                                                   |                                                   |                                                   |
| 5                                                 | David Edgar                                       | 32                                                | 2                                                 | Birmingham City                                   |                                                   |                                                   |                                                   |                                                   |
| 12                                                | Dejan Jaković                                     | 25                                                | 0                                                 | Shimizu S-Pulse                                   |                                                   |                                                   |                                                   |                                                   |
| 15                                                | Adam Straith                                      | 27                                                | 0                                                 | Fredrikstad FK                                    |                                                   |                                                   |                                                   |                                                   |
| 17                                                | Marcel de Jong                                    | 36                                                | 2                                                 | Sporting Kansas City                              |                                                   |                                                   |                                                   |                                                   |
| 20                                                | Karl Ouimette                                     | 10                                                | 0                                                 | New York Red Bulls                                |                                                   |                                                   |                                                   |                                                   |
| Middenveld                                        |                                                   |                                                   |                                                   |                                                   |                                                   |                                                   |                                                   |                                                   |
| 6                                                 | Julian de Guzman                                  | 82                                                | 4                                                 | Ottawa Fury                                       |                                                   |                                                   |                                                   |                                                   |
| 7                                                 | Russell Teibert                                   | 16                                                | 1                                                 | Vancouver Whitecaps                               |                                                   |                                                   |                                                   |                                                   |
| 8                                                 | Kyle Bekker                                       | 16                                                | 0                                                 | FC Dallas                                         |                                                   |                                                   |                                                   |                                                   |
| 13                                                | Jonathan Osorio                                   | 13                                                | 0                                                 | Toronto FC                                        |                                                   |                                                   |                                                   |                                                   |
| 14                                                | Samuel Piette                                     | 17                                                | 0                                                 | Deportivo de La Coruña B                          |                                                   |                                                   |                                                   |                                                   |
| 16                                                | Maxim Tissot                                      | 7                                                 | 0                                                 | Montreal Impact                                   |                                                   |                                                   |                                                   |                                                   |
| 19                                                | Pedro Pacheco                                     | 19                                                | 0                                                 | CD Santa Clara                                    |                                                   |                                                   |                                                   |                                                   |
| Aanval                                            |                                                   |                                                   |                                                   |                                                   |                                                   |                                                   |                                                   |                                                   |
| 9                                                 | Tosaint Ricketts                                  | 42                                                | 10                                                | Hapoel Haifa                                      |                                                   |                                                   |                                                   |                                                   |
| 10                                                | Simeon Jackson                                    | 44                                                | 6                                                 | Clubloos                                          |                                                   |                                                   |                                                   |                                                   |
| 11                                                | Marcus Haber                                      | 18                                                | 2                                                 | Crewe Alexandra                                   |                                                   |                                                   |                                                   |                                                   |
| 21                                                | Cyle Larin                                        | 10                                                | 3                                                 | Orlando City SC                                   |                                                   |                                                   |                                                   |                                                   |
| 23                                                | Tesho Akindele                                    | 4                                                 | 1                                                 | FC Dallas                                         |                                                   |                                                   |                                                   |                                                   |
| Bondscoach: Benito Floro                          |                                                   |                                                   |                                                   |                                                   |                                                   |                                                   |                                                   |                                                   |

Canadese voetbalbond · A-internationals · Bondscoaches · Selecties · Statistieken · Canadees vrouwenelftal · Canada U21 · Canada U20 · Canada U19 · Canada U18 · Canada U17
1885 – 1949 ·
1950 – 1969 ·
1970 – 1979 ·
1980 – 1989 ·
1990 – 1999 ·
2000 – 2009 ·
2010 – 2019 ·
2020 − 2029
WK 1986
OS 1904 · 
OS 1976 · 
OS 1984
1885 · 
1886 · 
1887 · 
1888 · 
1889–1903 · 
1904 · 
1905–1923 · 
1924 · 
1925 · 
1926 · 
1927 · 
1928–1936 · 
1937 · 
1938–1956 · 
1957 · 
1958–1967 · 
1968 · 
1969–1971 · 
1972 · 
1973 · 
1974 · 
1975 · 
1976 · 
1977 · 
1978–1979 · 
1980 · 
1981 · 
1982 · 
1983 · 
1984 · 
1985 · 
1986 · 
1987 · 
1988 · 
1989 · 
1990 · 
1991 · 
1992 · 
1993 · 
1994 · 
1995 · 
1996 · 
1997 · 
1998 · 
1999 · 
2000 · 
2001 · 
2002 · 
2003 · 
2004 · 
2005 · 
2006 · 
2007 · 
2008 · 
2009 · 
2010 · 
2011 · 
2012 · 
2013 ·
2014 ·
2015 ·
2016 ·
2017 ·
2018 ·
2019 ·
2020 ·
2021 ·
2022 ·
2023 ·
2024 ·
2025
Amerikaanse Maagdeneilanden ·
Argentinië ·
Armenië ·
Aruba ·
Australië ·
Azerbeidzjan ·
Bahrein ·
Barbados ·
België ·
Belize ·
Bermuda ·
Brazilië ·
Bulgarije · 
Chili ·
China ·
Colombia ·
Congo-Brazzaville ·
Costa Rica ·
Cuba ·
Curaçao ·
Cyprus ·
DDR ·
Denemarken ·
Dominica ·
Duitsland ·
Ecuador ·
Egypte ·
El Salvador ·
Engeland ·
Estland ·
Faeröer · 
Finland ·
Frankrijk ·
Ghana ·
Griekenland ·
Guatemala ·
Haïti ·
Honduras ·
Hongarije ·
Hongkong ·
Ierland ·
IJsland ·
Indonesië ·
Iran ·
Italië ·
Ivoorkust ·
Jamaica ·
Japan ·
Joegoslavië ·
Kaaimaneilanden ·
Kameroen ·
Kroatië ·
Libië ·
Luxemburg ·
Maleisië ·
Malta ·
Marokko ·
Mauritanië ·
Mexico ·
Moldavië ·
Nederland ·
Nieuw-Zeeland ·
Nigeria ·
Noord-Ierland ·
Noord-Korea ·
Noord-Macedonië ·
Oekraïne ·
Oezbekistan ·
Oostenrijk ·
Panama ·
Paraguay ·
Peru ·
Polen ·
Portugal ·
Puerto Rico ·
Qatar ·
Saint Kitts en Nevis ·
Saint Lucia ·
Saint Vincent en de Grenadines ·
San Marino ·
Saoedi-Arabië ·
Schotland ·
Singapore ·
Slovenië ·
Sovjet-Unie ·
Spanje ·
Suriname ·
Trinidad en Tobago ·
Tsjechië ·
Tunesië ·
Turkije ·
Uruguay ·
Venezuela ·
Verenigde Staten ·
Wales ·
Wit-Rusland ·
Zuid-Afrika ·
Zuid-Korea ·
Zwitserland
België (2022)